# Michael Stevens (vzgojitelj)
Michael David Stevens, ameriški vzgojitelj, javni govornik, komik, zabavljač, urednik in internetni zvezdnik, * 23. januar 1986 Kansas City, Misuri, Združene države Amerike.
Stevens je najbolj znan po ustvarjanju in gostovanju priljubljenega izobraževalnega YouTube kanala Vsauce. Njegov kanal je sprva objavljal vsebine, povezane z video igrami, dokler priljubljenost njegove izobraževalne serije DOT ni postala žarišče Vsauca, ki vključuje razlage znanosti, filozofije, kulture in iluzije.
Kot gostitelj Vsauca je Stevens postal eden najuspešnejših YouTuberjev (z več kot 14 milijoni naročnikov in 1,63 milijarde ogledov), pa tudi kot vodilna osebnost v internetni popularizaciji znanosti in izobraževanja. Leta 2017 je ustvaril in zaigral v seriji YouTube Premium Mind Field, in predstavil vsenarodno izobraževalno odrsko turnejo Brain Candy Live! poleg Adama Savagea. 